# Mir Nasr Allah Bahadur Khan
Mir Nasr Allah Bahadur Khan fou emir de Bukharà de 1826 a 1860. Fou conegut com el Botxí. La tradició el fa responsable de la mort del seu pare (que va morir pocs dies després d'haver-lo visitat a Karshi), i del seu germà gran Mir Muhammad Husayn, així com de tres germans més.
A la mort del seu pare Haydar va estar a punt de ser proclamat, ja que comptava amb els suport del kushbegi, però el seu germà Mir Muhammad Husayn es va avançar i en un cop de palau va aconseguir el poder. Nas Allah o Nasrullah va restar a Karshi d'on era governador; al cap de dos mesos Husayn va morir; Nasrullah era el príncep amb més dret per edat i ascendència materna, però la successió va passar al seu germanastre Mir Umar.
Nasrullah va convèncer el cadi Kalin de Karshi a escriure una carta al clergat de Bukharà demanant que el seu senyor fos reconegut com a legítim emir de Bukharà, i va enviar una ambaixada al sobirà de Xahr-i Sabz per assegurar la seva aliança. Va reunir una foça de certa importància amb la qual va sortir de Karshi i creuant el desert nevat va marxar cap a Samarcanda, el governador de la qual el va deixar entrar a petició de la població i fou assegut a la famosa Pedra Blava. Però tot i aquest acte amistós, el governador fou deposat i substituït per Muhammad Alim Beg. Nasrullah va continuar avançant cap a Ketta Kurgan. Mir Umar es va dirigir a Kermineh amb 15.000 homes i va enviar tropes per assegurar Ketta Kurgan i poblacions de la zona, però aquestes tropes després de saber l'èxit de Nasrullah a Samarcanda, se li van sotmetre i Ketta Kurgan es va rendir immediatament, seguida de Pen Shambe, Chelek, Yanghi Kurgan i Nurata; els governadors foren destituïts però van haver d'acompanyar a les forces triomfants. Altres tropes també van desertar i Mirza Shams els va seguir.
Mir Umar es va tancar llavors a Bukharà deixant Kermineh sota el govern d'Abdullah Khan, fill d'Hakim Kushbegi, partidari des de sempre de Nasrullah, que per consell del seu pare es va rendir. Nasrullah va marxar a Kermineh i va acampar prop de la capital que va assetjar. El setge va durar segons uns 51 dies i segons altres 44. El menjar aviat va escassejar tot i que es va poder introduir farina en taüts que suposadament portaven cossos morts. L'aigua era fètida. El kushbegi i el topshibashi Ayaz van oferir a Nasrullah la rendició si es comprometia a respectar als habitants i li van demanar una prova de la seva bona voluntat. Nasrullah va destruir un canó de llarg abast. Finalment va entrar a Bukharà per les portes d'Imaum i Saleh-Khan (24 d'abril de 1827). Ayaz no va presentar resistència; el calmuc Izmet Ullah Biy, el kazakh Toghai Khan, l'astròleg Gul Makhdum, Mir Azim (fill del notable Rahman Kul), i alguns altres, foren executats. La casa de Mir Umar fou saquejada.
La primera part del seu regnat va ser justa. Després de les primeres depuracions hauria governat a satisfacció del poble que l'anomenava Hazret (Profeta) mentre ell mateix portava el clàssic títol d'amir al-muminim. Tenia el suport de l'exèrcit al que concedia favors i diners. Feia observar estrictament les lleis. El kushbegi era el seu únic home de confiança i només menjava el que aquest li donava i només sortia quan aquest estava a punt per ocupar el seu lloc. El kushbegi era un mangit de 60 anys, el pare del qual ja havia exercit abans el mateix càrrec; dos germans i 13 fills seus treballaven pel govern. Nasrullah era proper al clergat i tenia bona relació amb els europeus.
El 1832 va arribar a Bukharà Abdul Samut Khan (Abu l-Samat) nadiu de Tabriz (on va néixer el 1784) al que el kushbegi Hakim Beg va presentar a l'emir. Samut havia estat al servei de Muhammad Ali Mirza a Kermansah on se li van tallar les orelles per alguns ofensa; va anar llavors a l'Índia i després a Peshawar on es va posar al servei de Dost Muhammad de l'Afganistan; i d'allí va passar a Bukharà. Se li va encarregar reorganitzar l'exèrcit i fou nomenat naib pel kushbegi. Va viure fora de Bukharà i va acumular una gran fortuna. No va trigar a conspirar contra el seu protector al que va arribar a acusar d'estar en correspondència amb Anglaterra. Visitava a l'emir i es feia passar com un deixeble dels oficials militars europeus (havia rebut una petita formació militar a Pèrsia), enemics perillosos per l'estat però amb bon coneixements de l'art de la guerra. Quan es va saber que el tinent britànic Wyburt anava a Khivà, Samut fou enviat per escortar-lo i després fou empresonat en males condicions i l'emir li va exigir fer-se musulmà i passar al seu servei i com que va refusar va ser executat.
El kushbegi va advertir a l'emir del perill que suposava enfrontar-se a una potència com Anglaterra, però ara ja havia començat a perdre el favor per les constants crítiques de Samut. Llavors el cap dels mul·làs va proclamar que l'emir era el pastor i el poble el ramat i que tenia dret a utilitzar sexualment a l'esposa, filla o germana de qualsevol home; aquesta posició del mul·là era estrambòtica però l'emir la va aprofitar i va començar a gaudir de les dones; quan el kushbegi li va recriminar encara va perdre més influència.
El 1837 Sambut va decidir eliminar el kushbegi, al que va fer enviar primer a Karshi, després a Nurata i després se'l va cridar a Bukharà on fou empresonat; el topshibashi Ayaz, sogre del kushbegi, fou nomenat governador de Samarcanda per aparentar que el problema del kushbegi era personal, però al cap de poc temps fou cridat a Bukharà i empresonat al costat d'aquell Nombrosos parents i clients foren desterrats i alguns executats. L'emir va decidir eliminar les tropes feudals dels begs; el seu col·laborador més lleial fou llavors el turcman Rahim Birdi Maasum, amic deu des dels 16 anys; els caps de les forces feudals foren exterminats així com el Reis o cap de policia (1839). Els càrrecs claus de l'administració foren confiats a esclaus perses, turcmans o altres de l'harem masculí de l'emir lligats a l'emir per llaços de fidelitat personal, i els bukharians i en general els uzbeks en van ser apartats. Un aparell d'espies de l'emir es va crear i eren arreu, als mercats, mesquites, escoles, i banys; molts enemics reals o suposats foren morts, algunes de les maneres més terribles.
Els principats del Pamir es mantenien independents i a la zona s'havia entrar en la rivalitat anglo-russa. Demaisons al servei de Rússia havia visitar Bukharà el 1834 disfressat de mul·là. El 1835 ho va fer Vitkovitx disfressat de kazakh. Al mateix temps hi va arribar l'anglès capità Burnes que fou el primer (sense comptar el tinent Wyburt que no hi va arribar sinó que li van portar presoner). El 1836 el governador d'Orenburg va escriure una carta al l'emir (tractat d'estimat, perfecte, gloriós, gran emir, centre del coneixement, etc.) en el qual exposava la mala conducta de Khivà contra els comerciants russos i com l'emperador havia ordenat detenir a tots els khivans als seus dominis fins que els comerciants russos fossin alliberats; i demanava a Bukharà la seva amistat i, si existien, l'alliberament de qualsevol presoner rus; poc després l'emir va enviar a Orsk a Kurban Beg Ashurbek i fou reenviat a Sant Petersburg manifestant el desig de l'emir de ser amic de Rússia.
Els anglesos, a proposta de l'ambaixador a Pèrsia, van considerar convenient d'enviar al coronel Stoddart a Bukharà, però al cap de dos dies de la seva presentació, fou empresonat (1838) segurament a instigació de Samut L'agost l'emir va enviar una delegació a Orsk reenviada a Sant Petersburg, on va ratificar la bona fe de l'emir i la seva amistat amb Rússia i va demanar l'enviament d'un expert per buscar mines d'or o altres metalls valuosos. En resposta l'abril del 1839 hi fou enviat l'enginyer militar Kovalefski, acompanyat del capità Herrngros com interpret, un cap de mines, dos explortadors i quatre cosacs; però la caravana fou atacada en ruta pels kazakhs i els oficials russos van fugir a territori rus, encara que finalment la caravana sense ells va poder arribar a Bukharà. Aquest any els anglesos van iniciar la Primera Guerra Angloafganesa que acabaria en desastre
Refugiat Dost Muhammad a Bukharà fou ben rebut però aviat es va comportar de la manera habitual, i va acabar sent acusat d'haver fet propostes indecents al jove i guapo fill de Dost Muhammad, de nom Sultan Jan. Nasrullah que es volia congraciar als anglesos, va començar a tractar malament al seu hoste al que va mantenir reclús amb la seva família i va entrar en tractes amb el seu germà Shah Shuja. Dost Muhammad tenia la protecció del xa qajar de Pèrsia que va advertir l'emir que seria responsable si a Dost Muhammad li passava qualsevol cosa, i va exigir la seva llibertat i que pogués marxar en peregrinació a la Meca, i si no ho feia li declararia la guerra. Nasrullah el va alliberar però va ordenar que el seu vaixell de creuar l'Oxus fos enfonsat durant el trajecte; però Dost Muhammad fou advertit a temps i disfressat de dona va anar en una llitera cap a Xahrisabz on fou ben rebut pel sobirà local; d'allí va passar a Khulm, des d'on al cap d'un temps va poder tornar a Kabul.
Mentre el coronel Stoddart seguia retingut a Bukharà; després que va patir un atemptat que pretenia matar-lo gaudia de certa llibertat i es van fer diverses gestions pel seu alliberament. El 1840 va cridar a Bukharà a l'enviat anglès a Khivà, Arthur Connolly. Però Stoddart seguia amb la seva intransigència.
L'exèrcit bukharià fou reorganitzat i Sambut va crear un cos regular de soldats coneguts com els sarbasis; va adquirir també alguns canons. La prova la va fer contra Shahr-i Sabz que feia anys que era independent, estat que fou envaït, però durant uns anys més va poder mantenir la seva llibertat. Després es va girar contra el Kanat de Kokand. Acusant al kan d'haver construït el 1839 el fort de Pishagar massa proper a la frontera de Bukharà, va exigir el seu desmantellament i quan això fou refusat va enviar les seves tropes que van assetjar el fort. El kan de Kokand es va aliar al beglerbegi de Khudjand i va anar a enfrontar a l'emir, però les forces d'aquest van fer una sortida des d'un dels seus forts i van intimidar als atacants que es van retirar. Els tres-cents sarbasis de l'exèrcit de l'emir i els canons van aconseguir fàcilment la rendició de Pishagar (agost del 1840).
El 1841 va arribar a Bukharà una missió russa (en resposta a una de l'emir) dirigida pel major Butenef que anava acompanyat de l'enginyer de mines capità Bogoslofski, el naturalista Lehmann, l'arqueòleg i orientalista Khanikof, un intèrpret, un biògraf, tres miners, dos zoolegs, deu cosasc i cinc kazakhs. La caravana tenia 55 camells i va entrar a Bukharà el 17 d'agost de 1841. Se'ls va concedir el privilegi d'anar a palau en cavall i se'ls va assignar un palau com a residència amb un centenar de servidors. Es van intercanviar regals i Butenef va rebre orde d'anar a palau cada divendres a la pregària; alguns van anar a Samarcanda i Karshi per fer exploracions mineralògiques. Butenef va visitar a l'anglès Stoddart a la casa de Samut i li va fer arribar una carta de Lord Clanricarde. Stoddart va poder viure amb els russos, que no obstant foren tractats de manera correcta però distant. El kan no va rebre en audiència a Butenef abans de la campanya militar que va iniciar el setembre de 1841-
L'emir havia decidit augmentar el nombre de sarbasis Amb els sarbasis i l'exèrcit va avançar altre cop contra Khokand i va ocupar Yom el 21 de setembre de 1841; un oncle seu, que s'havia refugiar a Khokand i era governador de Yom, fou executat. Després va marxar a Zamin, que es va rendir el dia 27 de setembre. El principat d'Ura Tepe o Ura-tübe fou disputat tradicionalment entre Bukharà i Khokand; ara el va ocupar i el 8 d'octubre entrava com a conqueridor a Khudjand. A l'arribar a Mahramhe va rebre una oferta de pau del kan de Kokand que li cedia el Ura Tepe, i estava disposat a pagar una forta quantitat i a reconèixer-lo com a senyor posant el seu nom a les monedes i a la khutba. Nasr Allah o Nasrullah va acceptar la proposta. Sultan Mahmud, germà i rival del kan de Kokand, Muhammad Ali Khan, fou nomenat governador de Khudjand i els bukharians van tornar a casa.
A la tornava a Bukharà va continuar tractant al russos amb fredor i va refusar alliberar els presoners russos sense cap compensació. Al començament d'abril del 1842 finalment Butenef va decidir el retorn a Rússia, ja que no aconseguia els propòsits polítics de la missió, encara que si que va aconseguir els científics. Una ambaixada de Bukharà dirigida per Khudayr Karaulbeg va anar poc després a Orenburg però no fou autoritzada a seguir fins a Sant Petersburg.
Els dos germans khokandis s'havien reconciliat i van recuperar tot el territori ocupat pels bukharians. En revenja Nasrullah va tornar a entrar en campanya el 2 d'abril de 1842, sortint amb 15.000 soldats; Khudjand va caure ràpidament i les forces bukharianes es van dirigir cap a Khokand, i la capital fou igualment ocupada. Muhammad Ali Khan va fugir a Marghilan on va ser capturat i acusat d'haver comès incest amb la seva mare, sent executat deu dies després, junt al seu germà, dos fills i la seva esposa embarassada. Va deixar com a governador a Ibrahim Biy de Merv amb dos mil homes, i es va retirar. Però al cap de dos mesos va esclatar una revolta popular a la ciutat que va expulsar els bukharians.
El juny de 1842 se li va interceptar al coronel Stoddart una carta que havia escrit a l'ambaixador anglès a Pèrsia, la qual es va negar a traduir, i encara que va declarar que no tenia cap part hostil contra l'emir, no fou cregut. Finalment ell mateix junt amb Arthur Conolly, foren condemnats a mort. Stoddart va passar els darrers minuts insultant en persa a l'emir i als seus botxins. Els dos homes foren finalment degollats en unes ruïnes prop de la seva presó. Connaly s'haguera pogut salvat si s'hagués convertit a l'islam, però va refusar. La mort dels dos oficials fou el 24 de juny de 1842. Encara un altre europeu fou executat aquest any, el napolità Nasseli Flores, aventurer que hi va arribar al·legant un suposat coneixement militar que volia posar al servei de l'emir, però Samut, per por que no li fes ombra, el va fer matar.
El 1843 el reverend Joseph Wolff va decidir anar a Bukharà a saber notícies dels oficials anglesos (la mort dels quals era ignorada) i del napolità Nasseli. Va rebre cartes de presentació de l'ambaixador rus, del xa de Pèrsia i del sultà de Turquia que el definien com un dervix ocupat només en temes de religió i ciència i allunyat de la política. Fou rebut i se li va explicar el que havia passat. Durant un temps va gaudir de gran prestigi a la cort, però Sambut aviat va començar a extorsionar-lo. Finalment va decidir marxar i s'hauria ordenat a un botxí que el matés pel camí però l'ambaixador persa Abbas Kuli i 20 dels seus esclaus (comprats a Bukharà amb els seus propis diners) el van acompanyar i el botxí no va poder actuar i Wolff va poder arribar sa i estalvi a territori britànic (1844).
El 1847 Bukharà estava en guerra amb Shar-i Sabz i Sumbut va decidir posar la seva fortuna en seguretat a Mashad on el seu germà era comerciant. Ell mateix i la família també volien marxar però no ho podien fer obertament per no despertar les sospites de l'emir; per desfer-se de l'emir va planejar ajudar a Shar-i Sabz en la guerra i va sabotejar els canons escrivint al sobirà enemic que els ajudaria, i els entregaria els canons; la carta va ser interceptada per l'emir que va cridar a Sumbut i el va fer executar immediatament i les seves dones i fills foren entregats als soldats a mans dels quals moltes i molts van morir.
Pocs anys després encara va fer matar un altre europeu: Giovanni Orlandi, un comerciant que vivia a Teheran el 1839 i fou fet presoner vers 1840 quan anava en una caravana cap a Khokand; llavors es va passar a servir a l'emir al que va prometre que li construiria una màquina per mesurar el temps, fabricant un rellotge amb nombres aràbics que va posar al camí del palau; en recompensa fou nomenar artificier i alliberat; va actuar com interpret en alguna ocasió (amb Nasseli Flores); va construir també un telescopi però un dia va caure d'un minaret i es va trencar; el va fer reparar però quelcom no va anar bé, i fou empresonat i se li va ordenar fer-se musulmà, cosa que va refusar; llavors se li va tallar la pell a la gola, i se li va comunicar que l'endemà acabarien la feina; va sobreviure fins l'endemà i així es va fer i fou executat (1851).
El 1855/1856 va aconseguir sotmetre al Beylik de Xahr-i Sabz, governat per la confederació dels keneges
Va morir el 21 de setembre de 1860 i el va succeir el seu fill Muzaffar al-Din Bahadur Khan. Nasr Allah Bahadur Khan va aplanar a l'aristocràcia uzbeka tribal nòmada; els Mangit tenien el suport dels notables urbans i havien reforçat l'estat central; l'emir estava disposat a liquidar el poder de les tribus dins l'estat i quan als final dels anys trenta Nasr Allah va crear una infanteria permanent (que va arribar a tenir 2000 homes) anomenats sarboz o sarbasis, lleials totalment a l'emir, va deixar de dependre militarment dels begs o caps tribals; fins i tot notables de la seva família foren eliminats i per això es va guanyar el malnom d'Emir Boxí (Amir-i Kassab). Molts uzbeks van haver de fugir al Beylik de Xahr-i Sabz, regió independitzada on es concentrava principalment l'oposició a l'emir. Una vegada alliberat de la influència dels caps tribals l'emir i els seus successors van gaudir d'un poder absolut.
Ferrier el descriu així: L'emir de Bukharà, Nasrullah Khan Bahadur Malik al-Mumin, era un monstre de ferocitat; els seus títols es tradueixen com Victòria de Déu (Nasrullah Khan), Victoriós (Bahadur) i Príncep dels Creients (Malik al-Mumin). Va aconseguir el tron per una sèrie de sagnants crims contra els seus parents i altres crims pels quals era mirat amb horror pels bukharians; la seva mala fe era proverbial entre aquestos i el seu nom era pronunciat amb terror pel poble; els bukharians semblen ara no obstant indiferents a les atrocitats del seu emir, amb el desagradable caràcter dels seus vicis l'extensió dels quals va més enllà de tot el que un es pugui imaginar, i considera que està justificat per la seva posició el gratificar cadascuna de les seves passions en la forma que tingui per avinent; només una pujada de taxes els pot fer reacciones; com que en aquest moment Nasrullah governa estrictament sota la guia de l'Alcorà, i generalment els deutes són pagats per sota del 2,5% que fixa el Zekiat, els bukharians estan satisfets i no pensen que la virtut de les seves vídues i filles sigui important en relació al sobirà; els mul·làs foren els primers a seguir les regles de la submissió i el kadi de Bukharà va emetre una fatwa proclamant que totes les dones del país pertanyien a l'emir i que tenia dret de fer amb elles el que volgués i era un crim oposar-se als seus desitjos i el mateix kadi va ser el primer a demostrar els efectes de la doctrina que predicava amb la seva pròpia filla, víctima de les brutals passions de l'emir; s'ha de concloure que el poble, tot i ser pèrfids i cruels, són pel seu sobirà el poble més fàcil a manejar que existeix; el mateix emir n'està convençut doncs surt del palau sense escorta i dues o tres vegades a la setmana passeja pels mercats amb robes de dervix acompanyat només per un servidor; els botiguers compleixen les ordes rebudes i el tracten sense especial respecte, estrictament com un client més, i cap persona es mou de lloc en la seva presència; va d'una tenda a l'altra preguntant el prei del gra o d'altres mercaderies a la venda i fa alguna compra aquí o allà. Si troba algun comerciant que el vol enganyar no li diu res en aquell moment però l'endemà el crida a audiència i li imposa el càstig corresponent."